# Potres u Čileu 2010.
Potres u Čileu 2010. bio je katastrofalni potres jačine 8,8 stupnjeva po Richterovoj ljestvici koji se dogodio 27. veljače 2010. godine na središnjem dijelu Čilea. Dogodio se u 03:34:14 po tamošnjem vremenskom pojasu (06:34:14 UTC) te je trajao oko tri minute. Hipocentar je bio 91 km od drugog po veličini grada Concepcióna, 35 km ispod razine mora.
Poginulo je 525 ljudi, a 25 ih je nestalo.

## Galerija
- Teška oštećenja zgrade u Maipúu, Santiago
- Razrušena autocesta u Santiagu
- Šteta u San Antoniu nakon potresa
- Šteta nakon potresa
- Oštećenja u Santiagu
- Urušeni zid u Club Hipicu
- Oštećeni muzej Suvremene umjetnosti
- Oštećena cesta Carretera de la Fruta
- Potpuno uništena katolička crkva Iglesia de la Compañía iz 1758. godine u Granerosu
- Energetska projekcija tsunamija

## Vanjske poveznice
- Statistika potresa
- Mape potresa u Čileu (New York Times)
- Satelitske fotografije pogođenih područja  Arhivirana inačica izvorne stranice od 21. ožujka 2011. (Wayback Machine)
- Zaklada Sahana Foundation za pomoć u Čileanskoj katastrofi  Arhivirana inačica izvorne stranice od 28. travnja 2010. (Wayback Machine)